# Oswald Raynor Arthur
Oswald Raynor Arthur (16 de diciembre de 1905-4 de diciembre de 1973) fue un administrador colonial del Reino Unido. Sirvió como gobernador del territorio británico de ultramar de las Islas Malvinas, en litigio con Argentina, entre 1954 y 1957, siendo nombrado luego como gobernador colonial de las Bahamas en El Caribe hasta 1960.

## Biografía
Nació en Pune en la India Británica, siendo el hijo de Segismund Arthur (del Servicio Civil Indio, nieto de Sir George Arthur, primer Baronet) y Constance Hobhouse (hija de Sir Charles Parry Hobhouse, tercer Baronet). Fue educado en la escuela Charterhouse y Corpus Christi College de Cambridge y se unió al servicio político de Nigeria en 1928. 
El 8 de mayo de 1935 se casó con su prima Mary, la única hija de Cecil Primavera Rice, con quien tuvo dos hijos. Fue transferido a la administración británica en Chipre en 1937, convirtiéndose en el Comisionado Jefe de la isla en 1948.
Luego pasó a las Américas y se convirtió en el secretario colonial de Bermudas entre 1951 y 1954, Gobernador de las Islas Malvinas entre 1954 y 1957 y Gobernador de las Bahamas hasta 1960.
Arthur fue nombrado CMG y CVO en 1953 y nombrado caballero comendador de la Orden de San Miguel y San Jorge con honores de 1957.
Fue nombrado caballero de la Venerabilísima Orden de San Juan en 1954. Era Juez de Paz en East Sussex en 1962. Falleció en 1973.